# Cima Verosso
La Cima Verosso (2.444 m s.l.m.) è una montagna della Catena dell'Andolla nelle Alpi Pennine. Si trova nei pressi del confine tra l'Italia e la Svizzera.

## Caratteristiche
Il confine tra l'Italia e la Svizzera passa sul fianco della montagna lasciando la vetta totalmente in territorio italiano.
Dal versante italiano domina la Val Bognanco; dal versante svizzero la Zwischbergental laterale della Val Divedro.